# Медун (тврђава)
42° 28′ 14″ С; 19° 21′ 58″ И / 42.47048° С; 19.36614° И
Медун, односно Медеон или Метеон, је стари град и тврђава, која се налази 13 km североисточно од Подгорице. Првобитно је изграђен као античка тврђава, а касније као град, између 4. и 3. века пре нове ере. Обновљен је током средњег века, за време српске власти, а под турску власт је потпао 1456. године.

## Занимљивости
Атички град Медеон или Метеон помиње Тит Ливије (XXXIV, 23, 3, XXXII, 3) као град у области Лабеата и место гдје су Римљани заробили Каравантија и ужу Генцијеву породицу. Да је тај град постојао на локалитету данашњег Медуна, потврђују и значајни архитектонски остаци који се на овом локалитету налазе.
На то, у одређеном смислу, указује и један много касније писани податак, који у 7 веку не. пружа географ из Равене, који говори да се поред Бурзунума налази град са именом Медион (211, 8-10: Iuxta Burzumon est civitas que dicitur Medione). У даљем излагању показаће се да постоји доста разлога да се овај Бурзумон идентификује са местом Бирзиминиум (Birzuminium) на Појтингеровој табли (Tabula Peutingeriana), односно са данашњом Подгорицом.
Судећи по положају, начину градње, конструкцији зидина, Метеон (Медун) је био значајан илирски град на подручју Лабеата, с типичним карактеристикама утврђених градова тога доба са акрополом и подграђем, а чије су моћне зидине, као и у већини градова онога времена на нашим просторима, подигли грчки градитељи.
Нише између акропоља и подграђа, пронађене приликом археолошких ископавања на том локалитету, сигурно су служиле у култне сврхе. А сам факат да се појављују и канали, упућује и на врсту жртве - либацију, или жртву изливања. А то значи да је ту приношена течна жртва, која је одлазила у земљу, што се у обе пронађене нише јасно види по траговима канала који се од њих спуштају наниже.
Изливање жртве и сливање у земљу говори да су ту поштовани култови божанстава подземног свијета, или хтонских божанстава, односно култови предака и покојника, који такође припадају подземном свету. Животиња, која је по својој природи највише везана за те култове, јесте змија, а она је најчешће довођена у везу са старим Илирима и предањем које се односи на њихово порекло. Све то иде у прилог претпоставци да су у овим нишама у Метеону обављани обреди везани за култ змије, митског претка старих Илира.
Североисточно од кућа горњег Медуна, дакле северно од града, у шуми налазе хумке насуте каменом. Оне леже у приближно равном терену, али до данас нису испитане. Сличних хумки има и јужно и југозападно од Медуна. Северно од града постоји већа некропола, а ни она није до краја и детаљно испитана. Овде гробови нису под хумкама, директно су укопани у земљу, а ограђени неправилним каменим блоковима. У једном од тих гробова Шобер и Прашникер открили су примерак грчког пехара - скифоса, као и примерак грубље бочице од печене земље.
Због свог изузетног геостратешког положаја, у средњем веку Метеон (Медун) је сматран „кључем обе Зете" (amborum Xentarum clavem). Разумљиво је онда што је у време првобитне урбанизације, а и доцније, када се она изводила у оквиру велике хеленске и хеленистичке културе, којом је територија данашње Црне Горе, посебно њен медитерански део, била обухваћена још у 6 веку п. н. е., такав кључни положај Метеона имао првокласни фортификацијски значај. Налазио се на путу који је повезивао приморје с Дарданијом.
Сасвим је извесно да су његове „киклопске зидине“, од којих још постоје трагови, подигли Грци, за Илире.
Испред мале цркве, саграђене на остацима античког утврђења, сахрањен је чувени црногорски војсковођа, политичар и књижевник Марко Миљанов.
За ово место је везано име пустолова којем је једно од бројних титула и имена било и Дука од Медуна.